# Guisla de Besora
Guisla de Besora (f. 6 de octubre de 1088), hija de Gombau de Besora y su primera mujer Guisla.
Por intermediación de Guislaberto I de Barcelona se casó (c. 1032) con Mir Geribert, príncipe de Olèrdola, que había enviudado hacía poco.
Tuvieron tres hijos:
- Bernat (d 17 de octubre de 1029 - d. 29 de octubre de 1060)
- Gombau (d. 17 de octubre de 1029 - d. 12 de septiembre de 1067)
- Arnau Miró (d. 17 de octubre de 1029 - d. 13 de noviembre de 1090)
- Ramón (muerto d. 31 de octubre de 1060).